# Saserna
Saserna là một chi bướm đêm thuộc họ Erebidae.